# Mount Olive (hrabstwo Jefferson)
Mount Olive – jednostka osadnicza w Stanach Zjednoczonych, w stanie Alabama, w hrabstwie Jefferson.